# Asociația de Fotbal din Tonga
Asociația de Fotbal din Tonga este forul conducător oficial al fotbalului în Tonga. Este afiliată la FIFA și la OFC din 1994. Se ocupă cu organizarea echipei naționale și a campionatului intern.